# توماس كوخ
توماس كوش (بالألمانية: Thomas Koch)‏ هو لاعب هوكي الجليد نمساوي، ولد في 17 أغسطس 1983 في كلاغنفورت في النمسا.

## وصلات خارجية
- توماس كوش على موقع EliteProspects.com (الإنجليزية)
- توماس كوش على موقع Eurohockey.com (الإنجليزية)
- توماس كوش على موقع HockeyDB.com (الإنجليزية)
- توماس كوش على موقع أوليمبيديا (الإنجليزية)